# San José Plan Ocotal
San José Plan Ocotal är en ort i Mexiko.   Den ligger i kommunen Ocotepec och delstaten Chiapas, i den sydöstra delen av landet, 700 km öster om huvudstaden Mexico City. San José Plan Ocotal ligger 1 366 meter över havet och antalet invånare är 298.
Terrängen runt San José Plan Ocotal är kuperad åt sydost, men åt nordväst är den bergig. Runt San José Plan Ocotal är det ganska glesbefolkat, med 47 invånare per kvadratkilometer. Närmaste större samhälle är Tapilula, 18,3 km öster om San José Plan Ocotal. I omgivningarna runt San José Plan Ocotal växer i huvudsak städsegrön lövskog.